# 승병일
승병일(承炳逸, 1926년 6월 10일~2022년 7월 27일)은 일제강점기 대한민국의 독립운동가이다. 

## 생애
평안북도 정주군 신안면 안흥동(현재의 평안북도 정주시 신안리)에서 아버지 승영기와 어머니 사이의 7남 4녀 중 차남으로 태어났다. 할아버지인 승치현과 큰아버지 승준현, 작은아버지 승영제 모두 독립운동가였기 때문에 경찰과 친일 교사의 감시를 받으며 자랐다.
1942년 4월 정주 오산중학교 재학 시절에 재학생인 선우진, 조응택, 고창정, 지세붕, 윤영언과 함께 혈맹단을 조직하여 부단장을 맡고 독립 운동을 시작하였다. 이들은 중화민국 충칭에 거점을 둔 대한민국 임시정부 산하의 한국광복군과 접선하여 학생들과 청년들을 중화민국으로 망명시켜 광복군에 합류시키는 것을 행동강령으로 삼았고, 각자의 심신을 단련할 것을 결의했다. 승병일은 동료들과 함께 당시 금서로 지정된 심훈의 《상록수》, 김동인의 《운현궁의 봄》, 이광수의 《금강산유기》 등 서적들을 몰래 돌려 읽으며, 애국 및 애족 정신을 키워 해방 이후의 미래에 대해 논의했고, 매일 아침 등산하고 단검을 투척하는 연습을 하여 신체를 단련했다. 한편 학교에서는 보국대를 통한 근로동원 거부 및 항일 민족주의 선전과 일본인 교장 배척 운동 등을 전개하기도 했다.
오산중학교 졸업 후에는 국민학교 교사가 되었으나 1945년에 마찬가지로 국민학교 교사로 재직 중이던 혈맹단 동료가 일본인 교장을 폭행하는 사건이 발생하여 조직이 노출되어 다른 동료들과 함께 용천군 용암포경찰서에 체포되었다. 같은 해 5월 15일에 치안유지법 위반 혐의로 경찰에 송치되어 신의주형무소에서 3개월 간 복역했고 복역 중에 광복을 맞이했다.
1945년 8월 17일에 출소한 그는 서울로 이주하였고 동국대학교에서 문학을 전공했다. 대학 졸업 후에는 안동농림고등학교 교사로 재직했으며, 1950년 6.25 전쟁이 발발하자 통역장교로 입대하여 박진지구 전투 등에 참전했다. 육군 대위 계급으로 전역 후 의류 회사인 오양섬유공업사를 설립하여 대표로 활동했고, 광복회 부회장, 한국독립유공자협회 회장을 맡으며 독립운동 사업에 참여했다. 2000년에 대한민국 정부로부터 대통령표창을 받았다.
2022년 서울특별시 강동구의 중앙보훈병원에서 96세의 나이로 사망했다.